# Loxophlebia vesparis
Loxophlebia vesparis är en fjärilsart som beskrevs av Butler 1873. Loxophlebia vesparis ingår i släktet Loxophlebia och familjen björnspinnare. Inga underarter finns listade i Catalogue of Life.